# Въведение Богородично (Петрич)
Вижте пояснителната страница за други значения на Въведение Богородично.
„Въведение Богородично“ е православна църква в българския град Петрич, част от Неврокопската епархия на Българската православна църква.

## История
Църквата е гробищен храм, разположен в източната част на града. Храмът е изграден изцяло с дарение от общественика Анастас Антикаджиев. На 4 декември 1934 година Антикаджиев пише до Петричкия общински съвет и до архиерейския наместник в града, че иска да даде 100 000 лева в памет на починалата си съпруга Мария Антикаджиева (1866, Петрич – 3 декември 1934, Петрич) за изграждане на църква в гробищата на града, като посочва, че ако парите не стигат за направата и обзавеждането на храма, ще отпусне още. На 20 февруари 1935 година дарението е прието от епархийския духовен съвет в Неврокоп, а митрополит Борис Неврокопски пише на Антикаджиев, че „постъпката му го издига на завидна висота, на която стоят най-достойните синове на църквата и народа“. Петричката община отстъпва общинско място за изграждането на църквата. Основният камък на храма е положен през юли 1935 години и готовият храм е осветен на 3 ноември същата година от Борис Неврокопски. Общата му цена поета от Антикаджиев е над 150 000 лева. На 6 декември Петричката община прехвърля мястото на църквата на Неврокопската митрополия.